# Post №1
Post №1 (biał. Пост №1, ros. Пост №1) – przystanek kolejowy w miejscowości Baranowicze, w rejonie baranowickim, w obwodzie brzeskim, na Białorusi.